# Ffion Hague
Ffion Llywelyn Hague, baronessa Hague di Richmond nata Jenkins (Cardiff, 21 febbraio 1968), è una conduttrice televisiva, scrittrice e funzionaria britannica, moglie del politico conservatore William Hague.
Nata Ffion Jenkins, è madrelingua gallese e divenne nota per la prima volta quando fu indicata per insegnare la lingua al suo futuro marito quando era Segretario di Stato per il Galles.
È la sorella minore di Manon Antoniazzi, che è stata assistente segretaria privata per il Principe di Galles ed è ora direttrice generale e cancelliera del Senedd

## Biografia

### Primi anni di vita
Ha frequentato la scuola superiore Ysgol Gyfun Gymraeg Glantaf di Cardiff e ha poi continuato a studiare inglese al Jesus College di Oxford e dopo la laurea è entrata a far parte del servizio civile. Ha fatto parte della National Youth Orchestra of Wales e del National Youth Choir.

### Vita privata

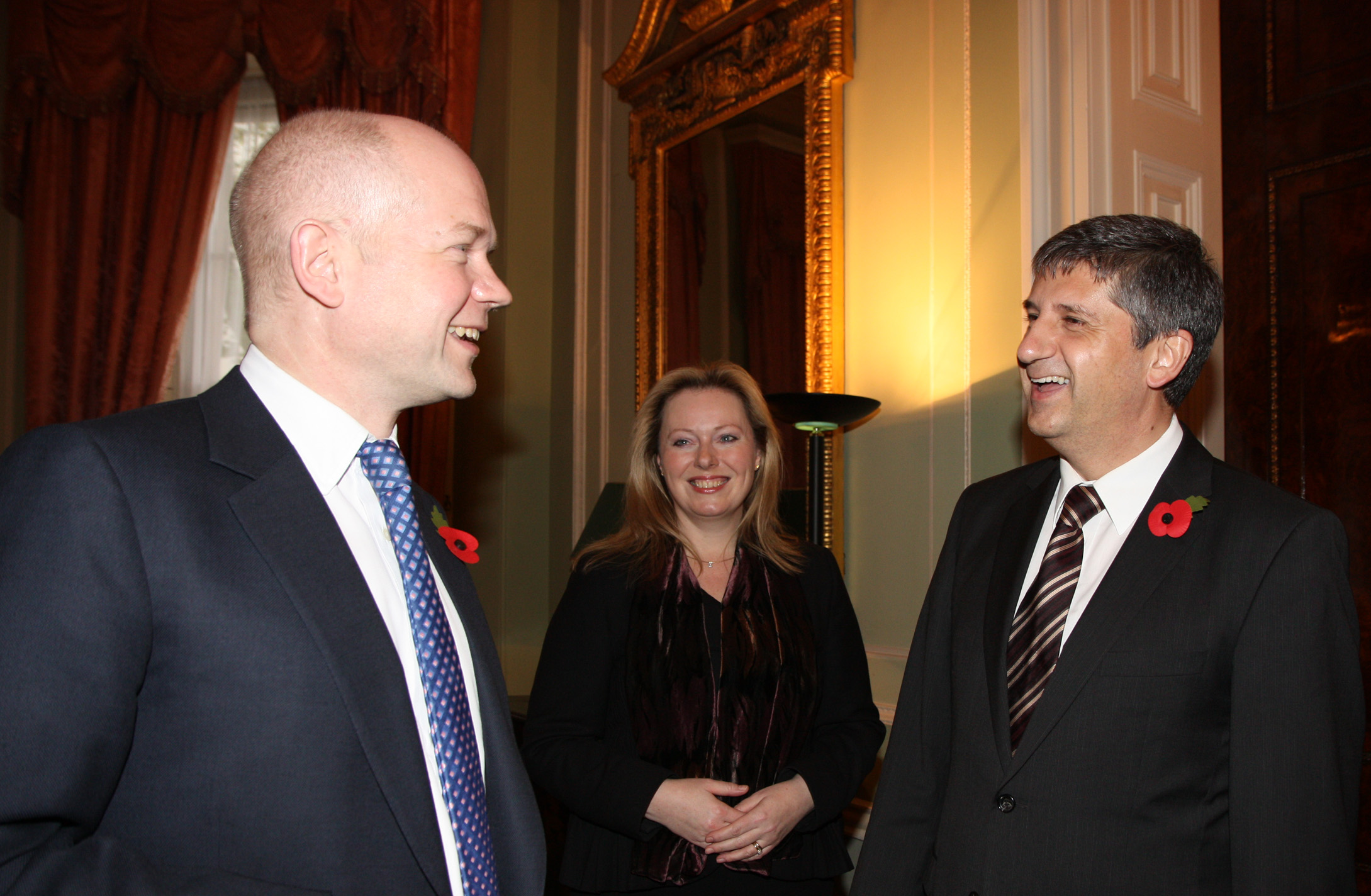
Ffion Hague con il marito William incontrano il ministro degli affari esteri austriaco Michael Spindelegger (2010).

Ha incontrato William Hague nel 1995, quando è diventata la sua segretaria privata presso il Welsh Office. A causa dell'imbarazzo causato dal precedente segretario gallese John Redwood, che non era in grado di cantare l'inno nazionale gallese, fu deciso che il suo successore avrebbe dovuto imparare le parole.
Gli Hague si sono sposati il 19 dicembre 1997, al Palazzo di Westminster, e attualmente risiedono a Richmond, nel North Yorkshire. Il suo titolo ufficiale è The Lady Hague of Richmond. William Hague ha rivelato, nel settembre 2010, che la moglie aveva subito una serie di aborti spontanei mentre cercavano di avere un figlio e al momento non hanno figli.

## Carriera
Hague è stata direttrice di The Outward Bound Trust dal 1º aprile 2009 al 7 dicembre 2012. È stata amministratrice di Hanson Green, una società di reclutamento di dirigenti dall'11 dicembre 2003, fino alla fusione con Directorbank il 1º febbraio 2008. In precedenza, era stata direttrice della The Voices Foundation dal 23 settembre 1998, fino alle sue dimissioni il 12 luglio 2005.
Attualmente è direttrice della Brough Hall Management Company e della Brough Park Management Company.
Hague è anche un'autrice nota per aver scritto la biografia di David Lloyd George, intitolata The Pain and the Privilege: The Women in Lloyd George's Life. Per S4C ha presentato le serie Mamwlad (2012), Tri Lle (2010) e Dwy Wraig Lloyd George (2009). Ha anche presentato programmi per BBC Radio 3 e BBC Radio 4.